# ザ・マザー
『ザ・マザー』（原題：The Mother）は、2023年公開のアメリカ合衆国のアクション映画。ミシャ・グリーンと、アンドレア・バーロフ、ピーター・クレイグが脚本を担当し、ニキ・カーロが監督を務めた。ジェニファー・ロペス、ジョセフ・ファインズ、オマリ・ハードウィック、ガエル・ガルシア・ベルナルといったアンサンブル・キャストが出演する。
本作は、2023年5月12日にNetflixで配信が開始された。
『ザ・マザー: 母という名の暗殺者』という副題付のタイトルの場合もある。

## あらすじ
危険な襲撃者から逃げる中、かつて生き別れた娘を守るために、暗殺者が姿を現す。

## キャスト
※括弧内は日本語吹替
- The Mother - ジェニファー・ロペス[4]（藤本喜久子）

アフガニスタンへの従軍歴やグアンタナモ基地での勤務歴がある元軍人
- ゾーイ - Lucy Paez（寿美菜子）
- ウィリアム・クルーズ - オマリ・ハードウィック（英語版）（田村真）

FBI捜査官
- エイドリアン・ラヴェル - ジョセフ・ファインズ（藤真秀）

SAS出身の狙撃教官
- エクトル・アルヴァレス - ガエル・ガルシア・ベルナル（内田夕夜）

グアンタナモ基地から武器を横流しする人物
- ジョーンズ - ポール・レイシー（関輝雄）
- ヤニル・ゴンザレス - ジェシー・ガルシア（英語版）（佐藤せつじ）

エクトルの右腕。通称：“タランチュラ”
- Yvonne Senat Jones

その他の吹替キャスト：林りんこ、桜岡あつこ、草野峻平、原田翔平、大橋勇人、石川藍、柳生拓哉、弘松芹香、秋山絵里

### 日本語版
- 日本語字幕：原田りえ
- スタジオ：ACクリエイト
- 演出：カーフット善
- 翻訳：尾山恵美
- 調整：板垣良美
- 録音：榎本純子
- 制作進行：佐藤ありさ

## 製作

### 企画開発
2021年2月、ミシャ・グリーンとアンドレア・バーロフによる共同執筆の脚本を、ニキ・カーロが監督し、ジェニファー・ロペスが主演すること、そして、本作をNetflixが配給する予定であることが発表された。

### キャスティング
2021年9月、ジョセフ・ファインズ、オマリ・ハードウィック、ガエル・ガルシア・ベルナル、ポール・レイシー、Lucy Paezが本作のキャストに加わったことが発表された。2021年10月、ジェシー・ガルシアとイヴォンヌ・セナット・ジョーンズが本作のキャストに加わった。

### 撮影
2021年10月4日にバンクーバーで主要撮影が始まり、2022年1月28日に終了する予定であったが 、2022年1月11日、COVID亜種の発生により、撮影は中断された。
2022年3月には、スペインのグラン・カナリア島で撮影が行われ、キューバの街としてラス・パルマス・デ・グラン・カナリアの旧市街が使われた。そこに建っていたThe Gabinete Literarioはカジノシーンの撮影に使われた。また、島の南側は別荘でのパーティーシーンの撮影場所に選ばれた。

## マーケティング
2023年4月11日、予告編がyoutubeで公開された。

## 公開
本作は、もともと2022年にNetflixで配信が予定されていたが、その後、配信日は2023年5月12日へと変更となった。